# Yakumo
Pour les articles homonymes, voir Yakumo (homonymie).
Le Yakumo fut un croiseur cuirassé de 1re classe de la Marine impériale japonaise. Il fut réalisé par le chantier naval impérial allemand AG Vulcan à Stettin en Pologne.

Il porte le nom d'un waka (genre de poésie japonaise) sur Susanoo un dieu de la mythologie japonaise.

## Conception
Le Yakumo fut l'un des six croiseurs cuirassés dont la construction par des chantiers navals à l'étranger a été ordonnée après la guerre sino-japonaise de 1894-1895  dans le cadre du « Programme six-six » (six cuirassés et six croiseurs) destiné à être l'épine dorsale de la marine impériale japonaise.

Presque toutes les commandes ont été passées avec les chantiers navals au Royaume-Uni, mais pour des raisons politiques et diplomatiques, le Yakumo a été commandé à l'Allemagne et son  quasi-sister-ship l’Azuma à la France.

Le Yakumo a été armé de canons britanniques pour garder les munitions compatibles avec les autres navires de la flotte. Le canon Armstrong de 8 pouces (203 mm) fut le type utilisé pour l'artillerie lourde.
Bien que la conception de base des six croiseurs de ce « programme six-six » a été essentiellement la même, chaque chantier naval a eu une grande liberté pour en modifier le design.
Dans le cas du Yakumo, le constructeur allemand a utilisé, pour la propulsion, 24 chaudières Belleville, qui étaient considérées comme les plus avancées de l'époque.
L'artillerie principale du Yakumo se composait de canons de 203 mm en doubles tourelles en avant et arrière du navire. Les tourelles avaient une rotation gauche-droite de 150 degrés et une élévation de 30 degrés permettant des tirs à 18 000 mètres.

L'artillerie secondaire, de canons de 152 mm, avait une portée de 9 140 mètres, et pouvait tirer cinq obus par minute (jusqu'à sept par minute pour un équipage très qualifié). Le Yakumo a également été équipé d'un bélier de proue.

## Histoire
Le Yakumo a participé à la guerre russo-japonaise de 1904-1905, et a pris part à la bataille de la mer Jaune, et à la bataille de Tsushima, où il a joué un rôle majeur dans le naufrage du cuirassé russe de défense côtière Amiral Ouchakov. Ensuite, il a servi comme navire-amiral de la 3e Flotte dans l'opération de capture de Sakhaline en Russie.
Au début de la Première Guerre mondiale, le Yakumo a combattu lors du siège de Tsingtao. Plus tard  il a participé à la poursuite de l'Escadre allemande d'Asie commandée par l'amiral Maximilian von Spee et du croiseur léger Emden.
Le 1er septembre 1921, le Yakumo a été classifié comme un navire de défense côtière et utilisé principalement pour des fonctions de formation à la navigation océanique et d'élèves officiers. À ce titre, il a participé à plus de 14 longs voyages à travers l'Europe, l'Amérique du Nord et Amérique du Sud et le Pacifique Sud .

En 1930, accompagné de l’Izumo, il a visité Tsingtao et Shanghai en Chine. En 1931, il fait un long voyage de formation à la navigation en visitant Hong Kong, le canal de Suez, Naples et Marseille avant de revenir à Sasebo.
En 1936, lors d'un voyage de formation entre Saipan et Chuuk, sur le chemin vers l'Amérique du Nord, le Yakumo subi une explosion accidentelle dans sa soute avant, tuant quatre marins et créant une inondation de son magasin frigorifique avant. Les réparations ont été faites en mer, et le Yakumo a achevé sa mission après un périple de 43 100 km.
Après le début de la guerre du Pacifique, bien que désespérément obsolète, le Yakumo a été ré-armé le 1er juillet 1942, des canons antiaériens ont été ajoutés, et il a été réintégré à la liste active, à nouveau comme un croiseur de 1re classe. Il est resté dans la mer intérieure pendant la guerre, affecté à des tâches de formation, et n'a pas été utilisé dans des opérations de combat.
À la fin de la guerre du Pacifique en 1945, le Yakumo a été brièvement utilisé comme transport de troupes et de civils de retour des anciennes possessions d'outre-mer, principalement de Taïwan et de  Chine.

Avant son départ définitif de Chine avec les derniers japonais à évacuer, les troupes du gouvernement chinois dépouillent le Yakumo de tout son mobilier. Envoyé à la casse le 20 juillet 1946, le Yakumo a été démoli le 1er avril 1947 au chantier naval de la Hitachi Shipbuilding & Engineering à Maizuru. Le principal point d'ancrage du Yakumo est conservé à cet endroit.

### Sources
- (en) Cet article est partiellement ou en totalité issu de l’article de Wikipédia en anglais intitulé « Japanese cruiser Yakumo » (voir la liste des auteurs).